# Barsac (Gironda)
Barsac è un comune francese di 2 108 abitanti situato nel dipartimento della Gironda nella regione della Nuova Aquitania.
Nel suo territorio le acque dello Ciron confluiscono nella Garonna.

## Società

### Evoluzione demografica
Abitanti censiti